# Antimimistis subteracta
Antimimistis subteracta là một loài bướm đêm trong họ Geometridae.